# Ashley Williams
Ashley Errol Williams (Wolverhampton, Inglaterra, 23 de agosto de 1984) es un exfutbolista británico que jugaba de defensa.

## Selección nacional
Fue internacional con la selección de Gales, con la que jugó 86 partidos internacionales y anotó dos goles, uno de los cuales, en los cuartos de final que su selección jugó en la Eurocopa de Francia de 2016, que significó el empate 1-1 provisional, partido que los británicos se acabarían llevando por 3-1 y que clasificó a los "Dragones" para semifinales de un torneo por primera vez en su historia, instancia en la cual serían derrotados por el posterior campeón, Portugal.

## Clubes
| Club                      | País       | Año       |
| ------------------------- | ---------- | --------- |
| Hednesford Town F. C.     | Inglaterra | 2001-2003 |
| Stockport County F. C.    | Inglaterra | 2003-2008 |
| Swansea City A. F. C.     | Gales      | 2008-2016 |
| Everton F. C.             | Inglaterra | 2016-2019 |
| Stoke City F. C. (cedido) | Inglaterra | 2018-2019 |
| Bristol City F. C.        | Inglaterra | 2019-2020 |

## Palmarés

### Títulos nacionales
| Título          | Club                  | País       | Año  |
| --------------- | --------------------- | ---------- | ---- |
| Copa de la Liga | Swansea City A. F. C. | Inglaterra | 2013 |